# Ikuzo Baba
Pour les articles homonymes, voir Baba.
Ikuzō Baba (馬場 育三, surnommé Iküzöne) est né le 1er novembre 1965 et mort le 21 avril 2012 à Tokyo (Japon). Il fut le bassiste du groupe de Fusion japonais Dragon Ash de 1997 à 2012.

## Biographie
Ikuzo Baba rencontre Kenji « Kj » Furuya et Makoto Sakurai en 1996, formant avec eux le groupe Dragon Ash.
Le 21 avril 2012, sa famille le découvre inanimé dans son studio à Tokyo. Il meurt peu après à l’hôpital des suites d'une insuffisance cardiaque.
Un Ep à sa mémoire, Run to the Sun, est sorti le 9 septembre 2012, comprenant les deux derniers enregistrements auxquels il avait participé en tant que bassiste de Dragon Ash, Run to the Sun et Walk with Dreams, ainsi qu'un remix de Run to the Sun par I.N.A du groupe hide with Spread Beaver et un remix de Walk with Dreams par Toshiya, le bassiste du groupe Dir en grey.